# Neopachylus serrinha
Neopachylus serrinha is een hooiwagen uit de familie Gonyleptidae.